# 科布林 (姆利尼夫區)
50°28′18″N 25°41′20″E / 50.47167°N 25.68889°E
科布林（烏克蘭語：Коблин），是烏克蘭西北部的村莊，隸屬里夫內州的杜布諾區。該村始建於1428年，面積6.5平方公里，海拔高度199米，2001年人口73，人口密度每平方公里11.2人。